# Syrena jaszczurowata
Syrena jaszczurowata (Siren lacertina) – gatunek płaza ogoniastego z rodziny syrenowatych (Sirenidae), występujący we wschodnich i południowo-wschodnich USA.

## Wygląd
Ciemna barwa ciała, szarobrązowa, ciemnoniebieska lub czarna. Mała, płaska głowa, długie ciało, krótki ogon. Zwierzę posiada jedynie przednie kończyny, które są krótkie i słabe. Posiada narząd Jacobsona. Oddycha za pomocą trzech par skrzeli.
Średnie wymiary
- Długość ciała: ok. 1 m.

## Zasięg występowania
Gatunek ten występuje we wschodnich i południowo-wschodnich USA w pasie równin od Dystryktu Kolumbii na południe po Florydę i południową Alabamę.

## Tryb życia
Żyje w wodzie, ale może też przeżyć na lądzie, zakopana w mule i osłonięta śluzowatym kokonem. Zdolność tę wykorzystuje podczas suszy. Może dożyć 25 lat.

## Korelacje z człowiekiem
Syrena jaszczurowata ma jadalne mięso, w niektórych rejonach bardzo poszukiwane przez człowieka.